# Pont-Saint-Esprit
Pont-Saint-Esprit es una comuna francesa situada en el departamento de Gard, de la región de Occitania.
Es una ciudad fronteriza, antiguamente entre los Estados Pontificios; el Sacro Imperio Romano – Germánico; y el condado de Toulouse (Occitania) y después asimilado al Reino de Francia. Hoy, sus fronteras son las regiones de Occitania, Provenza-Alpes-Costa Azul y Auvernia-Ródano-Alpes.
Se inició como un pequeño puerto pesquero en el Ródano, en el siglo V a. C., y fue siglos más tarde sede del priorato cluniacense.
El lema antiguo de la ciudad era «Stabit qvandi pietas», que se traduce del latín como "durará tanto como la piedad".

## Geografía

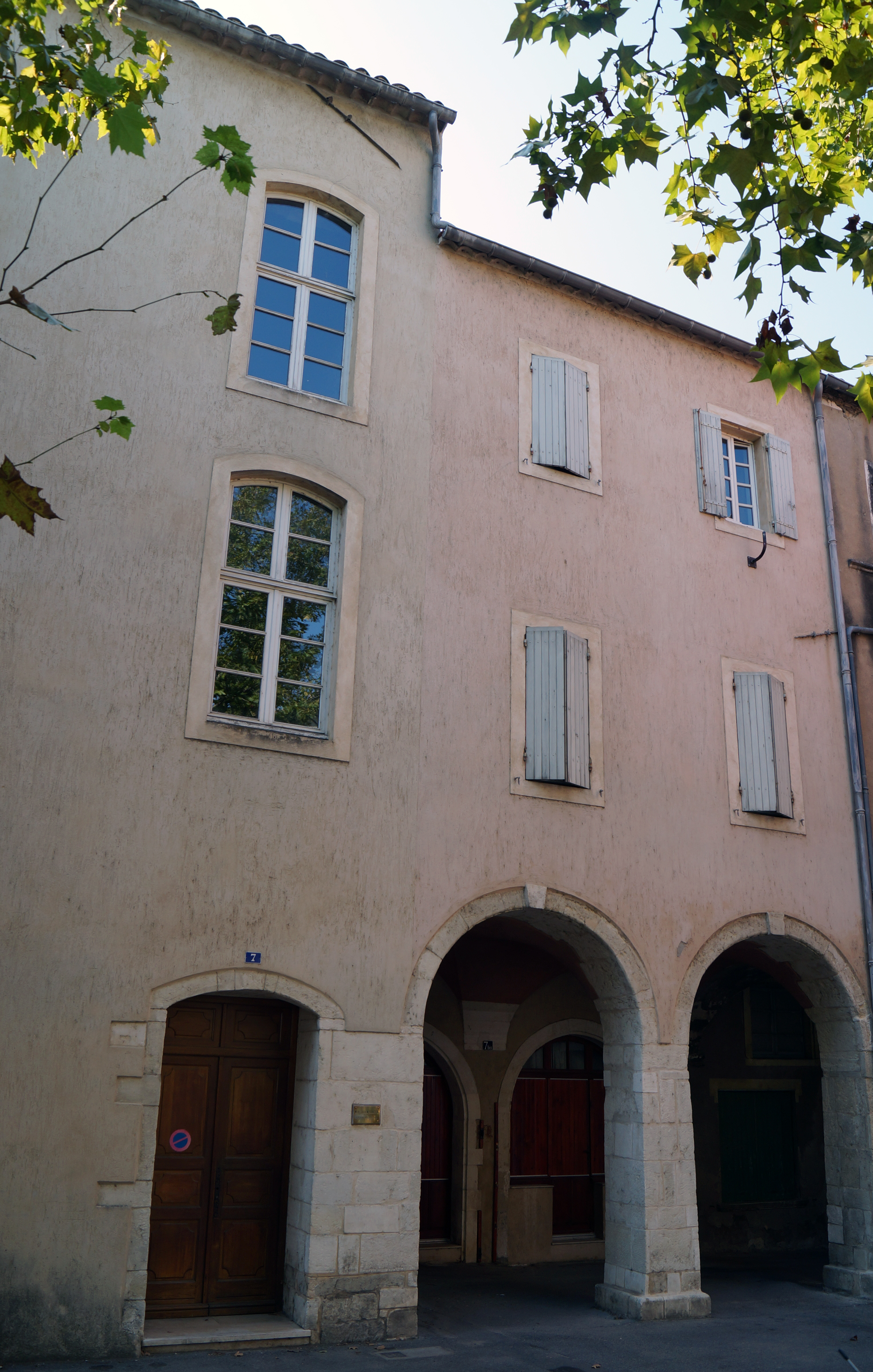
detalle de una casa típica en la Plaza du Couvent (del convento), nº7, de Pont-Saint-Esprit

La ciudad de Pont Saint Esprit se halla en el cruce estratégico de tres regiones: Ródano-Alpes, Languedoc-Rosellón y Provenza-Alpes-Côte d'Azur,y de los departamentos franceses de Gard, Ardèche, Vaucluse y Drôme.
Se emplaza en la orilla derecha del Ródano. El municipio está también en el eje de la región geográfica conocida como Valle del Ródano. También está ubicado dentro del mundo del vino en la cada vez más apreciada Denominación de Origen Côte-du-Rhône (ribera del Ródano).
Actualmente dos puentes cruzan el río. Pero el más significativo es el puente medieval, un poco más abajo de la confluencia con el Ardèche. Dicho puente ha favorecido la existencia e importancia a lo largo de los tiempos de esta pequeña ciudad.

## Clima
El clima es de tipo mediterráneo con influencia semi-continental. El viento dominante es del norte, el "Mistral", común en todo el valle del Ródano, y puede alcanzar altas velocidades. La estación meteorológica de referencia está situada en Orange (aproximadamente 17 km en línea recta).

## Historia
El lugar está íntimamente unido al río y a su cruce. En el tramo por el que transcurre el río, y en buena parte debido a los desbordamientos provocados por las fuertes avenidas estacionales de las aguas procedentes del río Ardèche, es donde el Ródano salía con frecuencia de su cauce y se dividía en una multitud de canales secundarios y remansos, intercalados de brazos muertos y de islotes cubiertos con una nutrida vegetación de ribera, cañaverales y sauces entremezclados; a lo que hay que añadir lagunas y marismas. A través de este panorama cambiante, y a primera vista inhóspito, es donde desde la antigüedad, los hombres vadeaban para cruzar el caudaloso Ródano de una orilla a otra. Y lo hacían aprovechando los islotes que les permitía cruzarlo como si fuera saltando de isla en isla, los que facilitaba transbordar pasajeros y mercancías mediante balsas o barcas. 
El territorio antes de la conquista romana estaba poblado por los Volques Arécomicaes, pueblo celta que mantuvo contactos estrechos con los griegos de Massilia (Marsella). 
Fundada en el siglo V, en el actual emplazamiento de esta ciudad un pequeño poblado de pescadores conocido como "Clara Vallis" (Valle Claro), o "Villa Clara" (la villa de Clara), sobre un pequeño promontorio rocoso cerca del río donde ahora está la plaza de San Pedro. Posteriormente, debido a la importancia que tenía como puerto fluvial, así como lugar para cruzar el río, fue conocido como Saint-Saturnin-du-Port (en latín Saturnino Portum Sancti que podemos traducir como Puerto de San Saturnino). 
Geraud o Geraldo, en el año 948, conde de Uzes y de todo su territorio en el que se incluía Saint-Saturnin-du-Port, efectúa la donación de esta población a la abadía de Cluny. Los benedictinos fundaron en el poblado un monasterio que será la séptima filial de la abadía borgoñona, encabezada por un prior, que se convertirá también en señor feudal de la ciudad. Situado en un acantilado rocoso con vistas al río, los monjes construyeron en 1150 la iglesia románica dedicada a San Pedro, cuyo estilo está influenciado por la arquitectura del templo pagano de Diana en Nimes.
El nombre actual de la ciudad de Pont-Saint-Esprit, proviene de la construcción del puente sobre el Ródano ordenado por Alfonso de Poitier, Conde de Toulouse (y por lo tanto de Occitania) así como Conde de Poitier, que también era el hermano del rey San Luis de Francia; y del Prior del monasterio cluniense de la pequeña ciudad. El nombre está a medio camino entre la leyenda y la realidad: todo parece indicar que en un principio, el nombre de Pont-Saint-Esprit se impone debido a la proximidad de un oratorio dedicado al Espíritu Santo, en la orilla derecha del Ródano. Cuando el puente se abrió en 1309, se rumoreó que el Espíritu Santo mismo había trabajado en su construcción. Al ver el puente, el rey de Francia habría exclamado "Parece que esta obra maravillosa haya salido de las manos de Dios!"
Gracias al puente y al puerto fluvial, a partir del siglo XIII, los mercaderes se enriquecen con el comercio de la sal y los cereales. Pont-Saint-Esprit durante el final de la Edad Media se convierte en el mayor depósito de sal de la región. Su importancia llega a ser de suma importancia: se instaura un impuesto sobre la sal, el “Pequeño Blanco”, que sustituye las tasas sobre otros productos para el mantenimiento del puente. La sal solía proceder de la Camarga (desembocadura del Ródano); de las salineras de Exindre, cerca de Villeneuve-les-Maguelone; o de Peccais a Aigues Mortes. En el año 1263, constan doce propietarios de embarcaciones de transporte de la sal registrados en el puerto de Saint-Saturnin, y que efectúan el transporte de este oro blanco hacia las regiones Borgoña y de Suiza. Además, todos pagan peaje para cruzar el puente los comerciantes, peregrinos y otros usuarios, excepto los nobles.

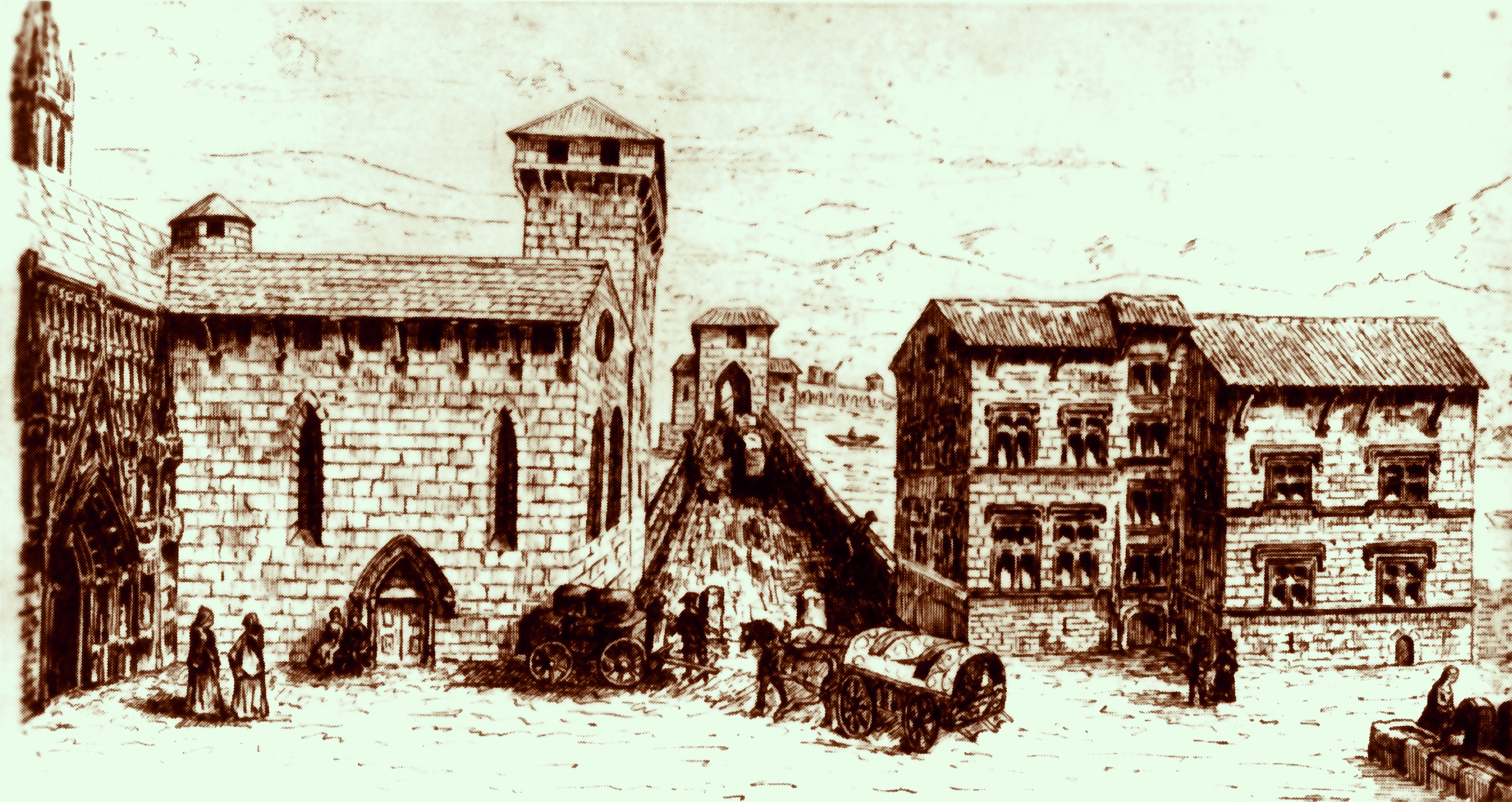
: representación de la entrada por el puente, y entre los edificios hospitalarios

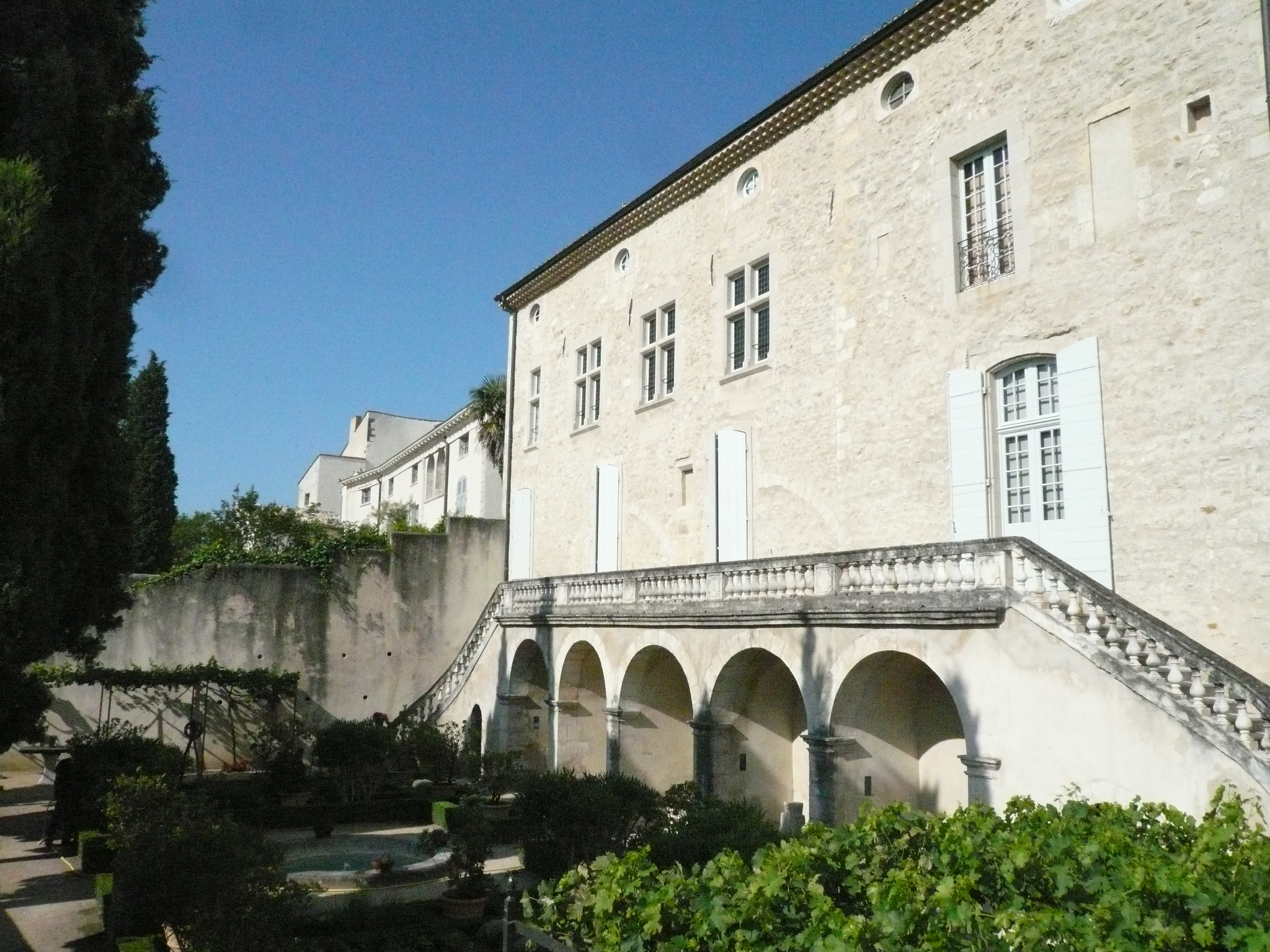
fachada de la casa del Rey y de los Caballeros, que alberga el Museo de Arte Sacro

Para gestionar todos estos recursos se construye a partir de comienzos del siglo XIV una casa, la del Espíritu Santo "que se convirtió siglos después en la" Casa del Rey. Este edificio será el hogar de la Hermandad del Espíritu Santo, que durante años construye, mantiene y conserva el puente, así como la construcción del hospital y el hospital para los pobres. El patrón de esta hermandad llama el “viguier” (traducir como el preboste), una especie de magistrado que hace imparte justicia y supervisa los archivos y el tesoro almacenado en una sala abovedada, llamada la “Crotte”.
Es también una ciudad de la caridad, que acoge a los peregrinos en ruta hacia San Santiago de Compostela y Roma. Y además, una plaza fuerte cuyas fortificaciones regulan o cierran las rutas militares entre norte-sur y la Provenza y el Languedoc.

### La construcción del puente

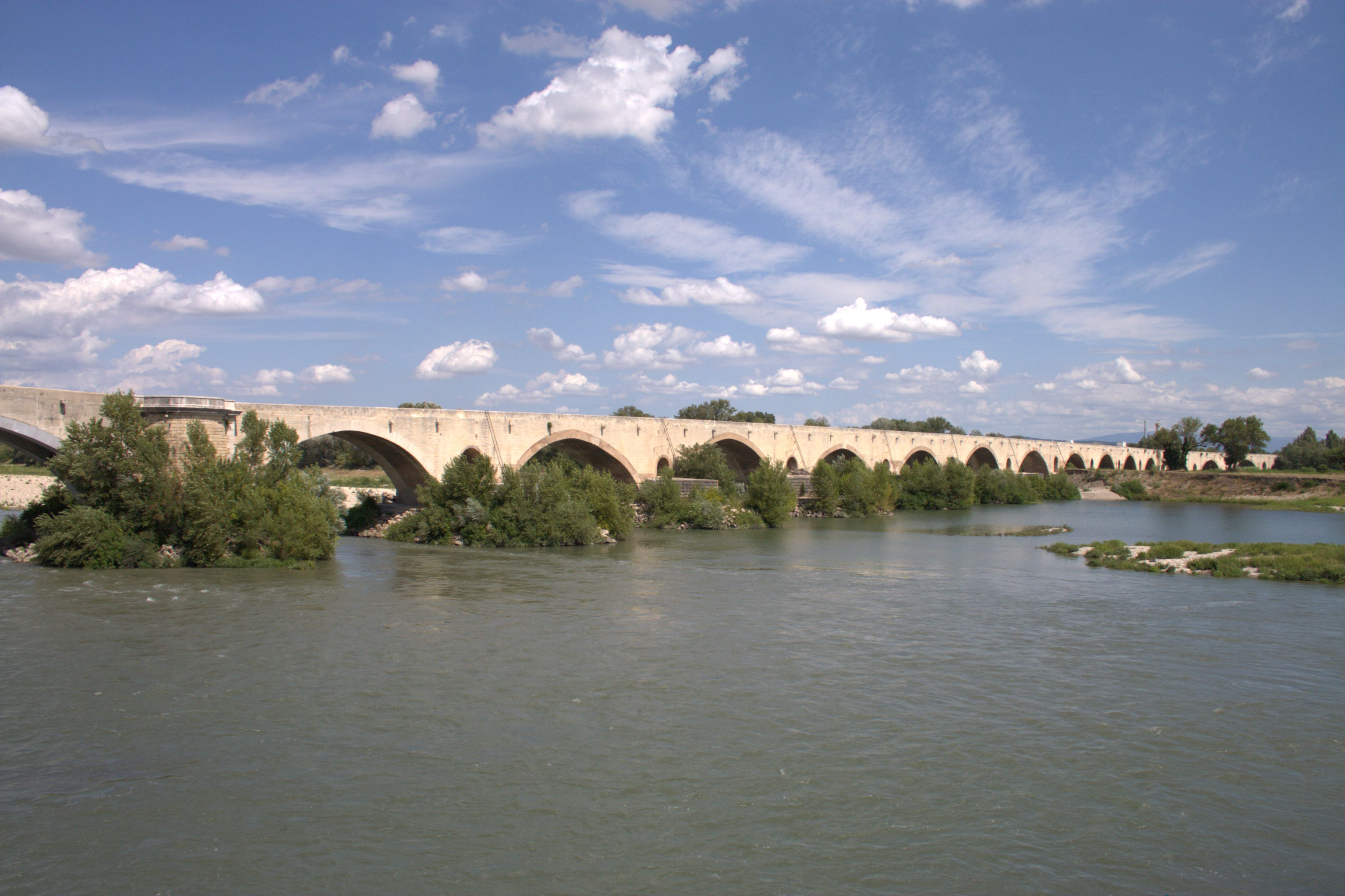
vista del puente medieval cruzando el Ródano en Pont-Saint-Esprit

El famoso puente del Espíritu Santo fue construido entre 1265 y 1309 bajo la invocación del Espíritu Santo, a quien la ciudad debe su nombre actual. Todo y hacerse en un lugar especialmente peligroso, dada la rápida corriente del Ródano y de su cercano afluente el río Ardeche, se aprovechó una isla central (hoy desaparecida), que permitía una mejor construcción. El puente tenía 919 metros de largo.
Así como en los casos de otros puentes medievales sobre el Ródano, el de Aviñón y el de Lyon hay lagunas documentales considerables hasta el punto que en Lyon no se puede decir que el del siglo XII coincida con el puente moderno, la obra del puente del Espíritu Santo está marcada por una aparentemente sencilla interpretación. Igual que en Aviñón y Lyon la financiación para la construcción original parece haber sido producto de la caridad pública, sin embargo no se puede ser totalmente categórico puesto que ya antes de la creación de la cofradía los cónsules de Bourg-Saint-Andéol habían sido capaces de reunir los materiales necesarios para la obra y se disponía a remunerar a los obreros. Pero por problemas jurídicos no pudieron hacerlo. Empezado en 1265 las obras del puente se terminaron en 1309 (44 años). Una carta de 1307 lo prueba ya que menciona que sólo faltaba un arco de piedra. Conservado en su totalidad este puente tiene el mérito de haberse construido desde el principio en piedra.
Las semejanzas son bastante extraordinarias con el de Aviñón. Las pilas fueron aparejadas en basamentos, con ‘avant y arriere-bec’ o rompeaguas triangulares muy agudos, teniendo el aspecto de las pilas galo-romanas utilizadas y presentes en Aviñón. Sin embargo los ‘arcs à arceaux parallélles’ inspirados en la arquitectura romana fueron practicados por primera vez en la Edad Media en el puente del Espíritu Santo y luego construidos en Aviñón.
Fue modificado en diversas ocasiones durante los 700 años de su historia (que se han celebrado en el 2009), y de los 25 arcos actuales, solo 19 son medievales. Este puente era uno de los escasos que cruzaban el Ródano, y por ello fue protegido por diferentes elementos defensivos (durante el medievo tenía en sus extremos dos bastiones y dos torres en medio. Durante los siglos XVII y XVIII, fue edificada junto a las murallas septentrionales una ciudadela del tipo de fortaleza abaluartada que diseñaba el ingeniero militar Vauban, para proteger el puente y la ciudad.
Volviendo a la construcción del puente, según el arquitecto medievialista Viollet-le-Duc, se encomendó a la Orden de los Caballeros Hospitalarios (concretamente a su rama de constructores de puente, que en periodos de paz construían puentes para facilitar el camino de los peregrinos.) Estos monjes soldados dirigidos por Jean de Tensanges o Thianges, iniciaron la edificación de uno de los escasos puentes que permitía la conexión entre la Provenza, Languedoc, el Delfinado y que permitía el paso de uno de los ríos más caudalosos de la Europa Occidental que en cualquier momento del año. Este puente, ha sido durante mucho tiempo un punto extraordinariamente estratégico para cruzar el Ródano. El puente fue la "gallina de los huevos de oro" ya que hizo la fortuna de esta pequeña ciudad por el pago de sus peajes, que vio multiplicar sus habitantes, y sus mercaderes y comerciantes. Fue construido sin seguir un trazado recto, sino según el curso impetuoso del río, aprovechando una isla en el centro del río. La importancia vital de este puente y su necesidad de conservarlo obligó a tomar decisiones drásticas para su uso durante mucho tiempo. Por ejemplo, aquellos carromatos con cargas demasiado pesadas fueron descargados y se transportaron las mercancías sobre barcazas a través del río; los carros que atravesaban el puente lo hacían sobre un lecho de paja sobre la calzada del puente para no socavarlo. Se dice, como anécdota, que el rey Luis XI, rey de Francia entre 1461 y 1483, estando allí con sus tropas, tuvo que desmontar de su coche de caballos para poder cruzar el puente.
Su importancia militar y económica, y el hecho de hallarse en una encrucijada de fronteras medievales, obligó a defenderlo mediante fortificaciones. Una estructura defensiva se agregó en 1358. En el lado Oeste, en el segundo pilar, se levantó una torre defensiva llamada la "Torre del Rey" (por estar en el lado del Reino de Francia). En la curva del puente, otra torre albergaba la capilla de San Nicolás, y por debajo una pequeña prisión. Al extremo Este, había la torre "Devers Imperio" (por estar en el lado el Sacro Imperio Romano Germánico, y estaba protegida dotada de un puente levadizo.
En el siglo XVI, el arco oriental fue destruido y reemplazado por tres pequeños arcos. 
En el siglo XVIII, después de la demolición de las torres, se construyeron puertas decorativas. Abierto a la libre circulación en el siglo XIX, el puente fue restaurado. En 1861 se amplió la anchura del puente unos dos metros para hacer pasar los carros en ambos sentidos, doblando el tamaño de los pilares del puente, y reforzando los rompeaguas triangulares.

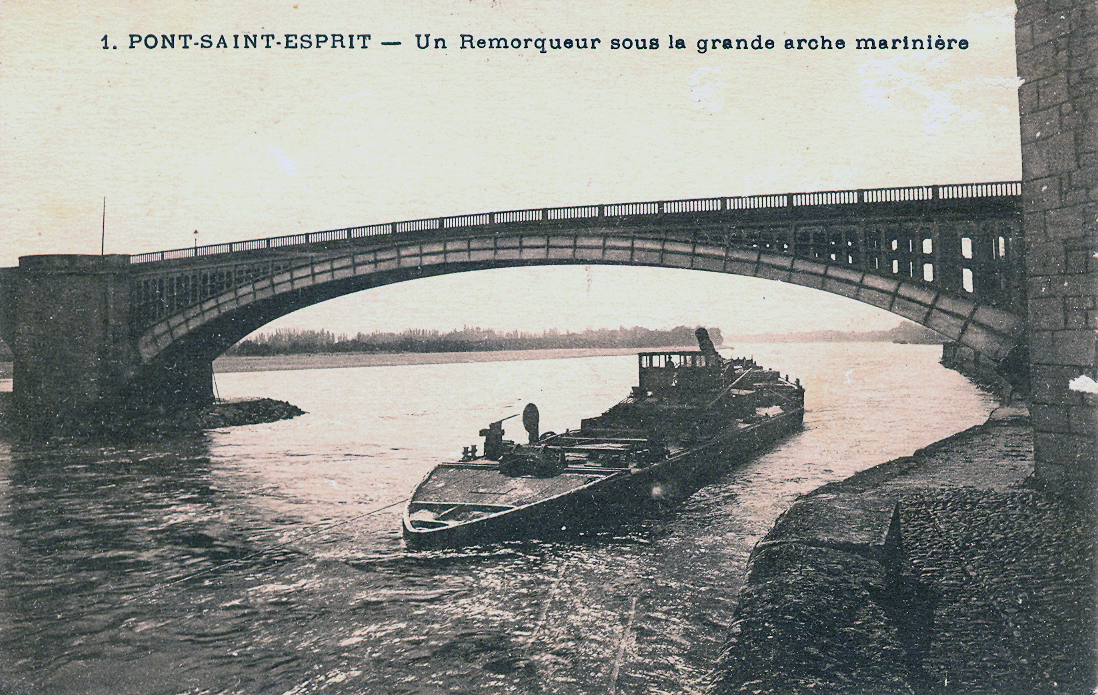
arco de hierro en el extremo oeste para facilitar el paso de navegación, destruida durante la Segunda Guerra Mundial

Entre 1854 y 1856, dos arcos fueron reemplazados por un arco de hierro en el extremo oeste para facilitar el paso de navegación. Esta estructura fue destruida durante la Segunda Guerra Mundial, en agosto de 1944. Se reparó mediante un puente colgante en 1944, y finalmente, por un arco de hormigón más en sintonía con el resto del puente.

### Alta Edad Media y Renacimiento
El 29 de diciembre de 1360, en un episodio de la Guerra de la Cien Años, la ciudad y su puente fue tomada por la llamada por una de "la Gran Compañía", o Compañía Libre, una gran banda de soldados, mercenarios desmobilizados y bandoleros ingleses, entre los cuales había el que luego sería famoso Condiotero John Hawkwood, que durante el otoño - hivierno de 1360-1361 estableció allí su base estratégica desde donde hostigaron Aviñón y todo su territorio durante unos tres meses, así como otros territorios de Occitania i del mediodía francés. Aviñón era en aquellos tiempos sede del Papado y al final, Inocencio VI sobornó a la Compañía y mando sus diversos contingentes a sus aliados en Italia para lucha junto con el marqués de Montferrato contra Milán y su gobernante, Bernalbo Visconti.
En 1562, la ciudad fue tomada y saqueada durante la guerra civil de las religiones en Francia, por el Barón de Adrets. Esto se repitió de nuevo en 1567. En 1576, Antoine de Broche y la compañía del capitán de Luynes, reintegraron al dominio real la ciudad. El rey Enrique III nombró Luynes, gobernador de Pont-Saint-Esprit.

### SigloXIX
Durante la Revolución francesa, la ciudad cambio temporalmente de nombre y se llamó Pont-sur-Rhône (Puente sobre el Rodano).
En 1806, Napoleón, en agradecimiento a los servicios que el hospicio de Pont-Saint-Esprit había dado a sus soldados enfermos, le hizo donativo de los terrenos y de la antigua Cartuja o "Chartreuse de Valbone", en el cercano municipio de Saint-Paulet-de- Caisson. Dado que estaba en ruinas y no era reutilizable para hospicio o hospital, fue subastado.
A lo largo del siglo XIX, la ciudad empieza una profunda transformación: se construyen los dos diques a lo largo del río Ródano, que permetía el desembarco de las mercancías, así como la prevención de las inundaciones. También se fueron eliminando las antiguas murallas que fueron sustituidos por los amplios paseos; se reformó la entrada a la población por la zona del puente; y también fue de gran importancia la llegada del ferrocarril.

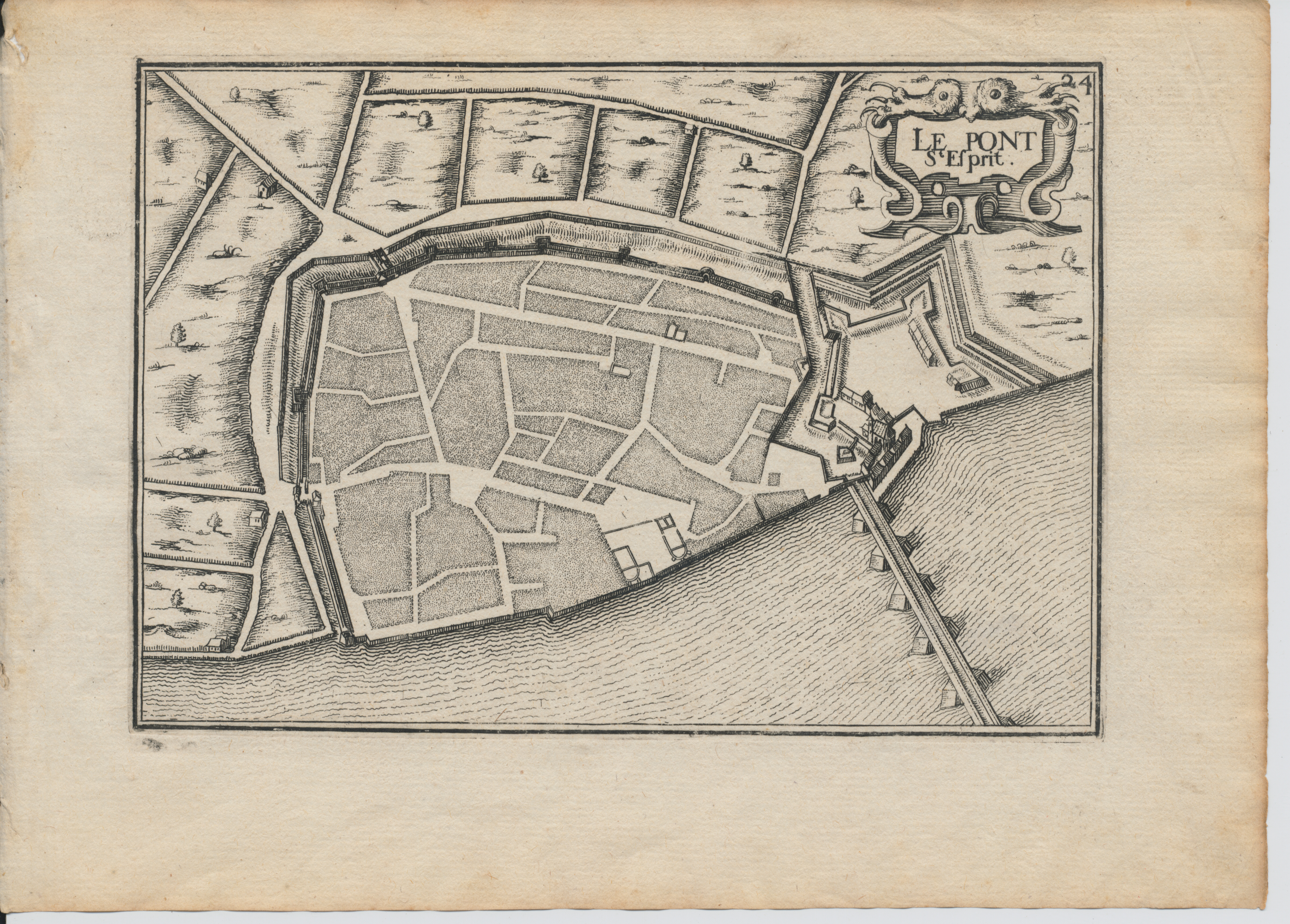
plano de la ciudad, puente, murallas y ciudadela. año 1634

## Demografía
| 5778 | 6951 | 6709 | 8067 | 9277 | 9265 | 9661 | 10 640 | 10 405 | 10 600 |
| Para los censos de 1962 a 1999 la población legal corresponde a la población sin duplicidades (Fuente: INSEE [Consultar]) |      |      |      |      |      |      |        |        |        |

## Sitios y monumentos
- El puente medieval sobre el Ródano: el puente tiene 919 metros de largo, construido desde 1265 hasta 1309;
- La Iglesia - Priorato de San Pedro (siglos XII-XVIII);
- La iglesia de Saint-Saturnin (siglo XV);
- La Ciudadela y la iglesia (siglos XIV-XVIII);
- La casa del Rey y de los Caballeros (siglo XII), que alberga el Museo de Arte Sacro del Gard;

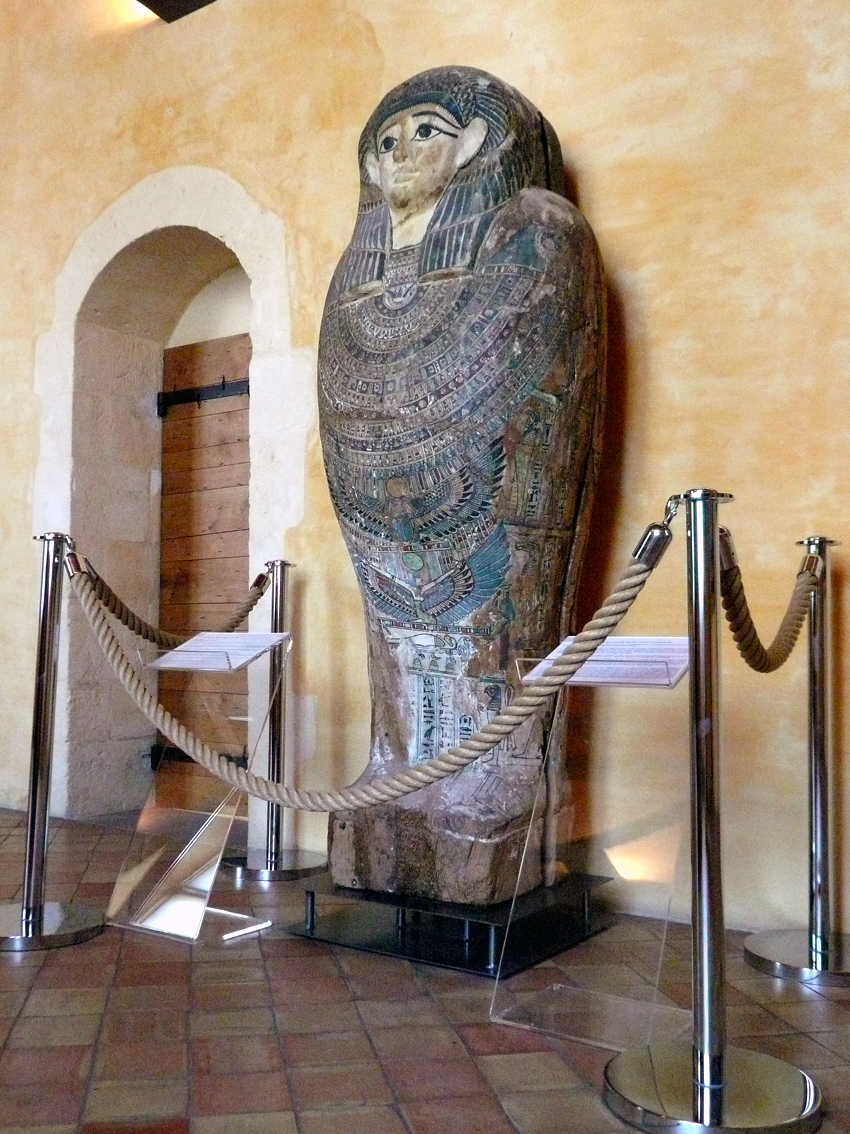
Sargofago expuesto en el Museo de Arte Sacro

- El Museo Paul Raymond presenta el trabajo del pintor Bennn (1905-1989), cuyas pinturas ilustran diversos temas religiosos;
- El gran lavadero;

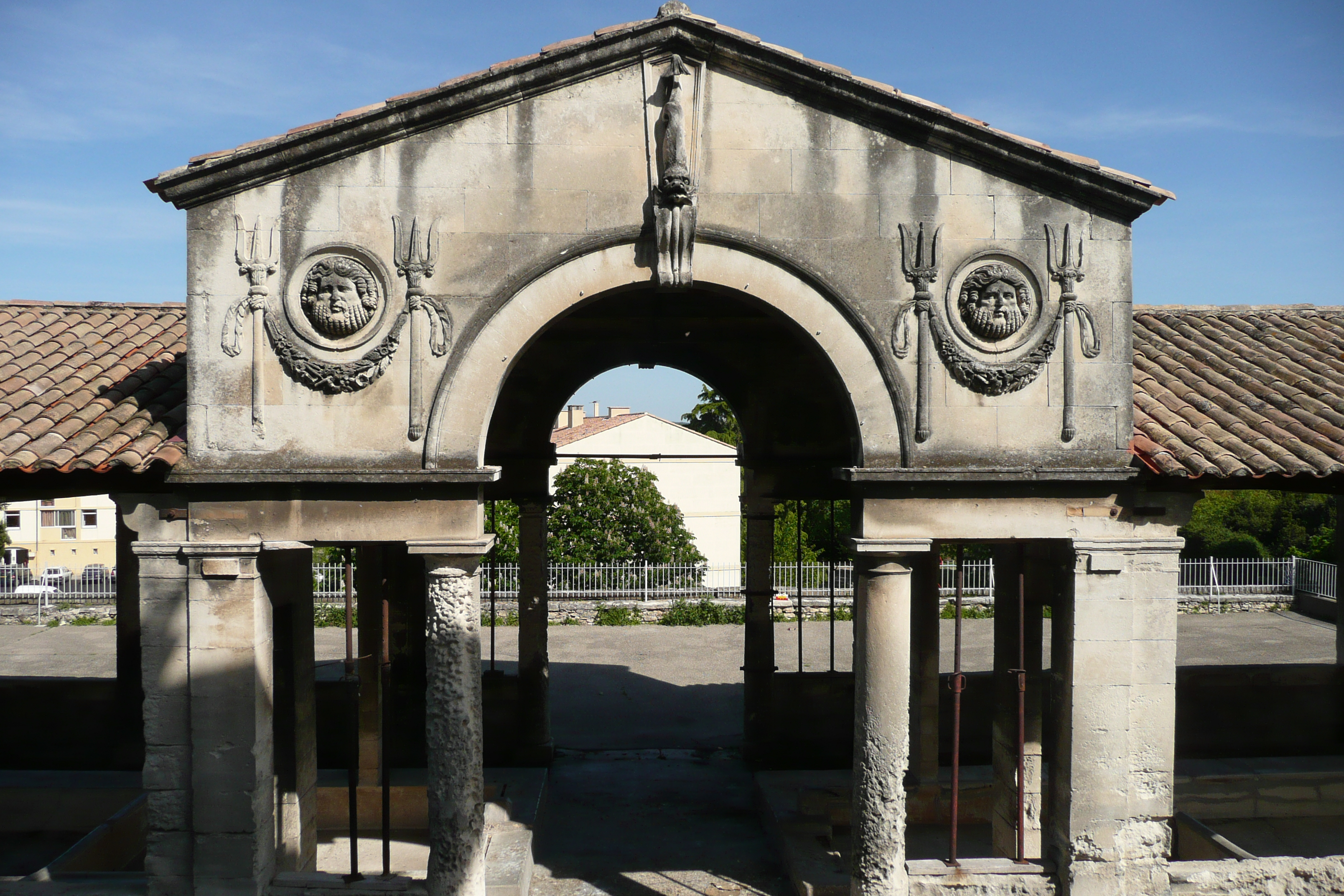
El Gran Lavadero de Pont-Saint-Esprit

- Las capellas de las Meninas; de los penitentes y del Hospital.
- La Fuente del Gallo

- La Fuente de la Navegación

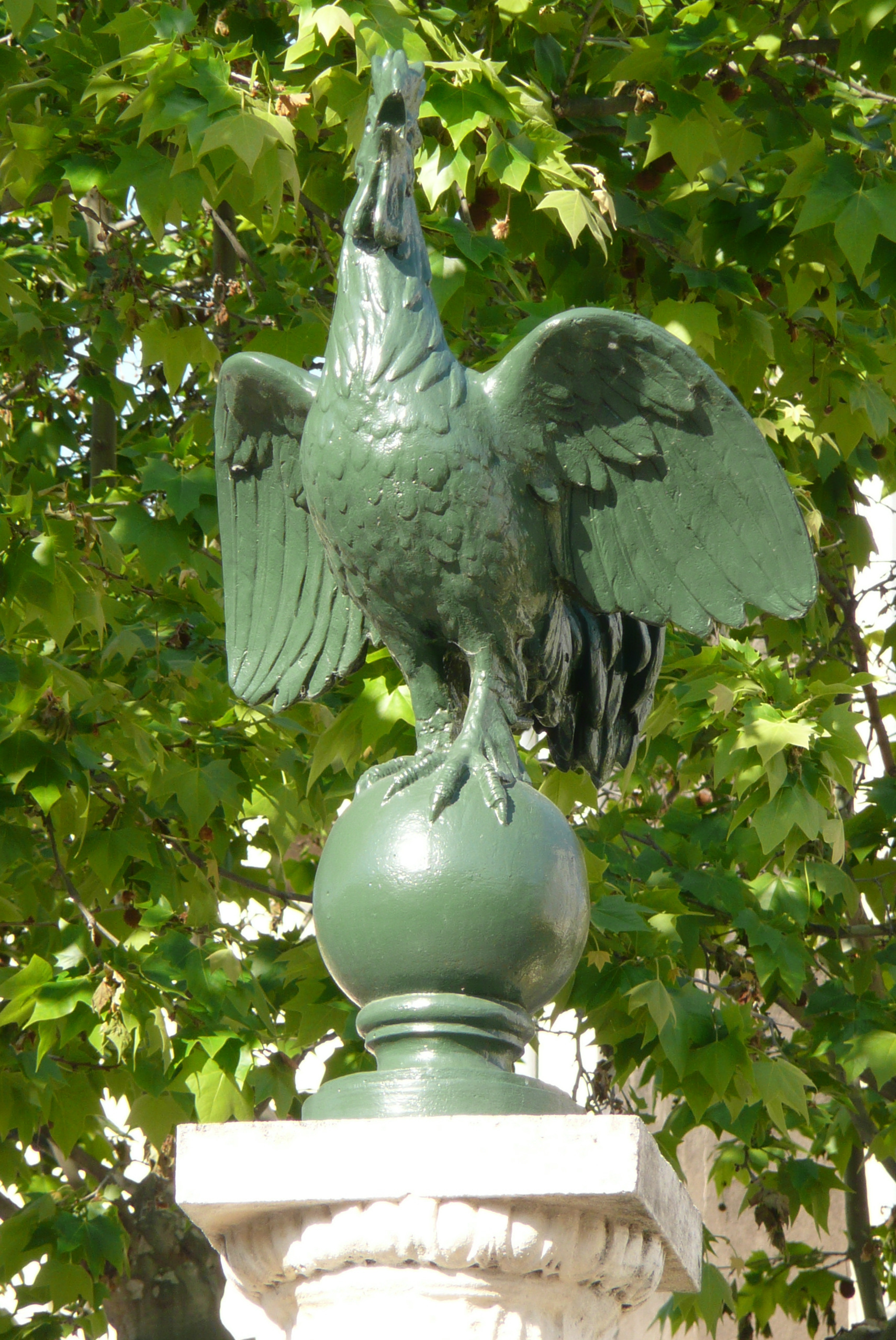
detalle de la fuente del gallo de Pont-Saint-Esprit

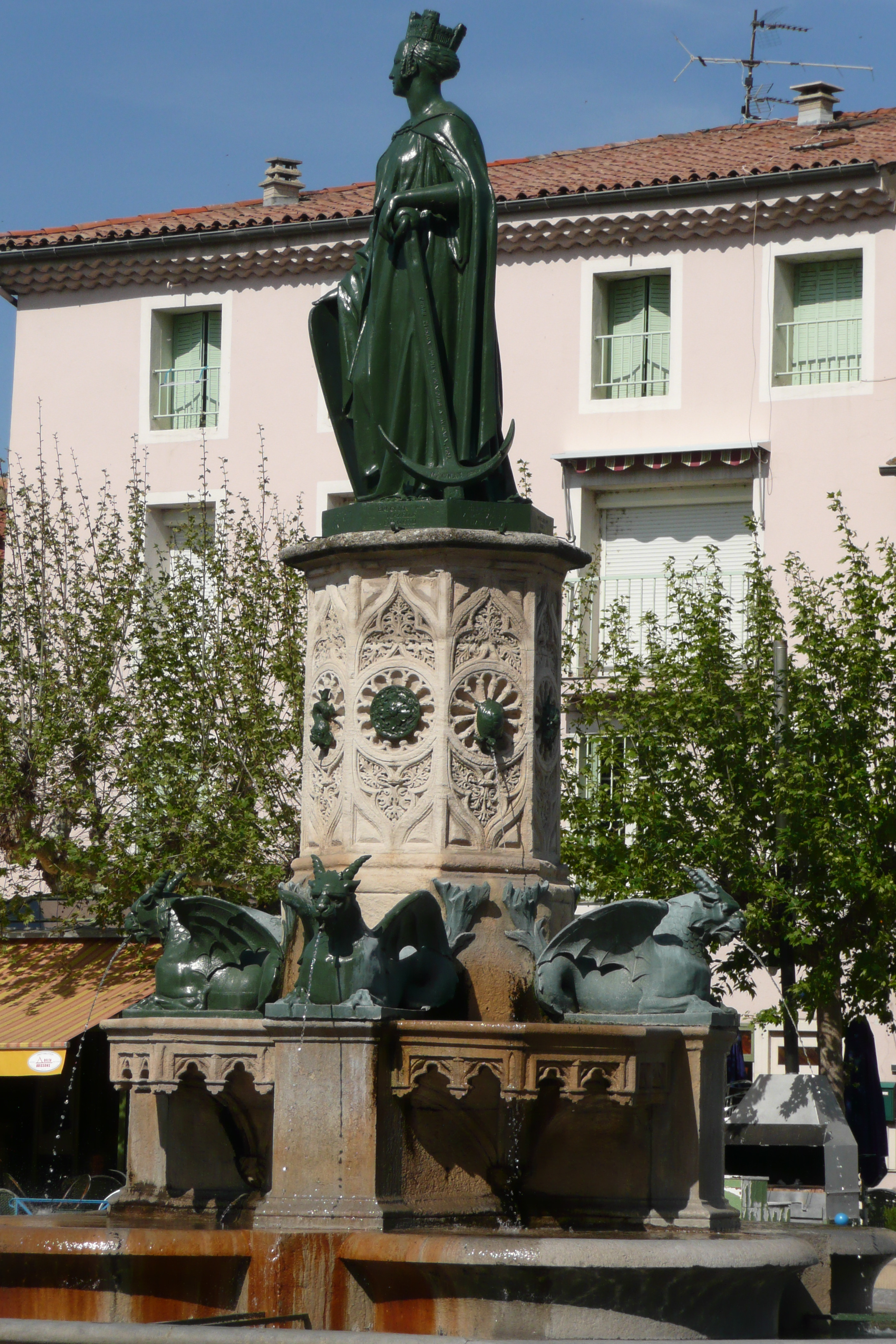
detalle de la fuente de la Navegació en Pont-Saint-Esprit

- El lavadero del Hospital (edificado en 1830, se asemeja a un templo romano)
- El monasterio de Nuestra Señora de Blache y su sorprendente capilla neogótica, ubicado en el camino de la Cartuja de Valbonne.
- Y no muy lejo de allí, a 10 km al Sudoeste, en el interior de una zona forestal, la cartuja de Valbonne.

La iglesia de San Saturnino: Este edificio está dedicado según la leyenda a San Saturnino en memoria de su paso en el año 245 para evangelizar la región de Occitania. La iglesia fue construida en 882, solo podemos decir que existía en 948 porque ha sido citado en la donación de Clunyy. Del edificio original solo queda un fragmento de un friso, probablemente del siglo XII. La iglesia y sus capillas han sido remodeladas en el siglo pasado. Solo la capilla del noroeste ha conservado su aspecto original. 

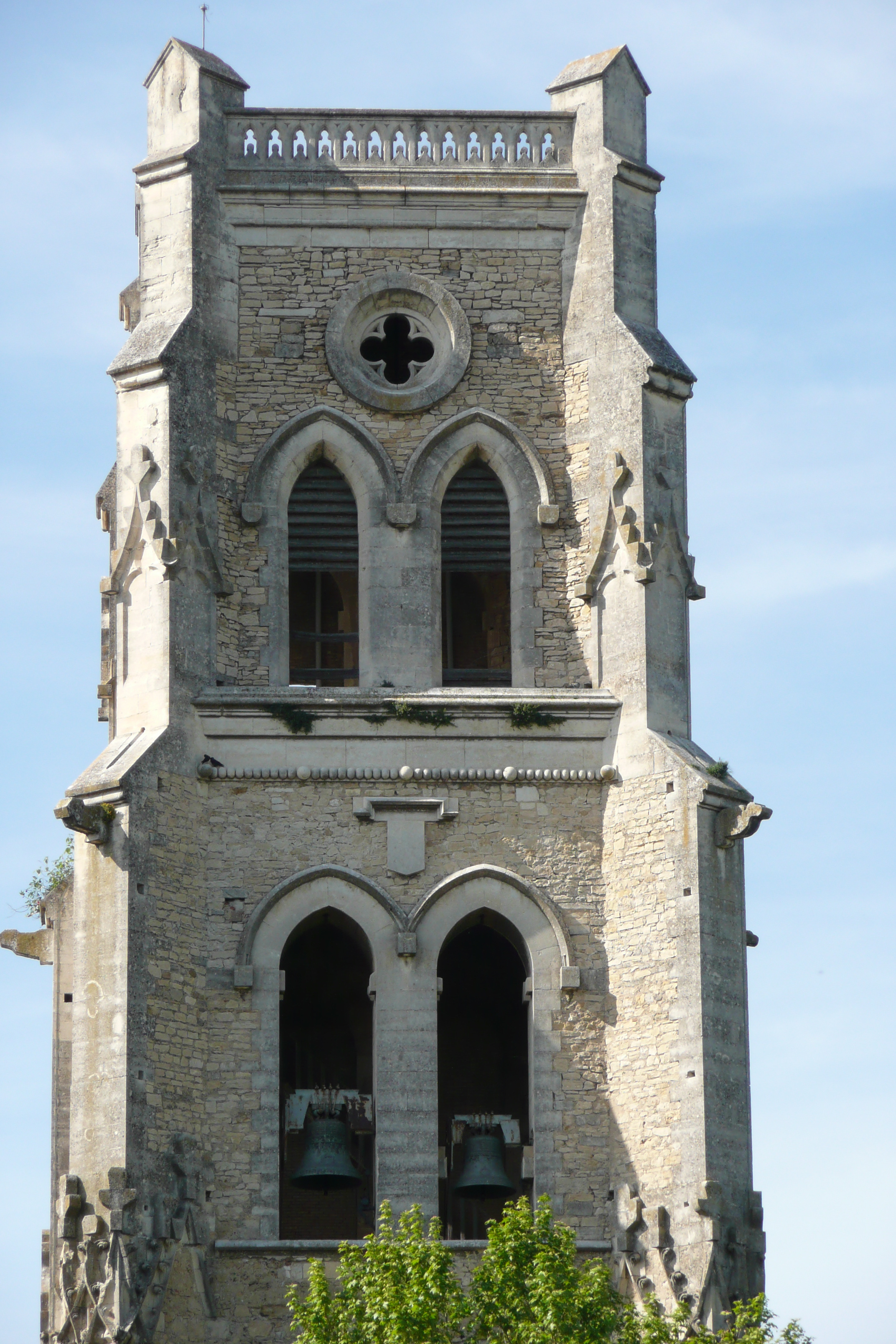
vista del campanario de San Saturnino en Pont-Saint-Esprit

Alrededor de 1485-1490 el mayor comerciante de la ciudad, Anthony Joyes, un rico negociante de la extracción de sal, hizo mandar la construcción de la puerta monumental. Atribuimos este trabajo a Blaise Lecuyer que había construido con anterioridad de la entrada principal de la Colegiata del Espíritu Santo. Bendecida el 28 de diciembre de 1535 por el obispo de Taraconesa, el edificio se encuentra dañado 1562 y durante la revolución francesa 1793. Así que comenzó una restauración en el siglo XIX. De 1848 a 1865 se reconstruyeron las capillas laterales, y las sacristías que rodean el coro. Esta restauración, dirigida por el Padre Abad Dalmières fue muy apreciada en el siglo pasado. Fue el primer intento de encontrar el espíritu gótico. La financiación fue proporcionada por la burguesía y la nobleza local. Pero desde 1860-1870, apenas si la iglesia ha sido restaurada.
El Priorato de San Pedro: En agosto de 948, el arzobispo Geraud de Uzès cede a la abadía de Cluny sus bienes ubicados al norte de Uzes. Una comunidad se estableció en Pont Saint Esprit en 952 y habría vivido en la casa del vizconde d'Uzess. La construcción de los edificios conventuales se iniciaron en torno al 1045, pero la iglesia, el único vestigio del monasterio, se inicia en el siglo XII. Así que hay que situar la construcción de ese edificio en la primera mitad del siglo XII. Pocos elementos quedan hoy en día de sus evidencias. Los que quedan nos indican que era de estilo de iglesia románica, de la rama provenzal significativamente influenciado por los monumentos romanos. Esta iglesia fue dañada en 1562 y 1567 durante las Guerras de Religión. El convento no pudo proporcionar los fondos necesarios para su restauración. Los oficios se celebraban en el refectorio. En el siglo XVIII, la iglesia está en ruinas. En 1778 muchos planes se reciben en el monasterio. Se eligió el proyecto de un arquitecto parisino Gelin, corregida por Pierre Franque (1718-1810) de Aviñón, que integrará el nuevo edificio en la parte medieval que está todavía en buenas condiciones. La construcción es confiada a Bruatt, albañil de Aviñón, y Pepin de Pont Saint Esprit. El 19 de julio de 1779 fue colocada la primera piedra sobre el que están grabadas las armas del priorato con la letra L. A. (Lapissangulariss). La iglesia se dedicó 20 de marzo de 1784. Su planta en forma de cruz griega es deformada y alargada por la adición de la cúpula. Pero el edificio no sirvió mucho tiempo para el culto. Clausurado en 1790 se vendió, se convirtió en una de almacenamiento y luego entregado al municipio. Durante un tiempo sirvió como iglesia parroquial hasta 1826 y en 1831, albergó a las escuelas mutuales antes de ser instalados en 1874, los almacenes militares y la oficina de reclutamiento; posteriormente se ubicaron los servicios municipales. Hoy en día, ya no se utiliza.

### La ciudadela
Edificada para proteger el puente y la ciudad dada su posición estratégica en los siglos XVI y XVIII, fue construida en el emplazamiento de los dos hospitales medievales. De 1585 a 1595, el mariscal De Ornano, gobernador militar de la plaza fuerte de Pont-Saint-Esprit, hizo fortificar el acceso del puente para evitar la toma de la ciudad por las tropas protestantes. La fortaleza fue construida en diversas fases y dotada de murallas abaluartadas y dotada de artillería. Así, desde el siglo XVII, diversas guarniciones han tenido que relevarse en Pont-Saint-Esprit. Los reyes Luis XIII y Luis XIV, ampliaron sus fortificaciones, al haberle dado a la ciudad la enorme importancia estratégica de evitar el enlace de milicias protestantes, habida cuenta de la importante existencia de estos en las cercanas montañas de las Cevennes y también a lo largo del valle del Ródano. Poco antes de 1939, la fortaleza perdió su valor estratégico y se convirtió en un centro de reclutamiento. Se utiliza, después de noviembre de 1942 como un lugar de detención por los nazis: la ciudadela pasa un periodo muy oscuro durante aquellos años. Muchos miembros de la Resistencia fueron allí encarcelados, torturados y asesinados poco antes de la liberación de agosto de 1944. Después de 1945, la Municipalidad ordenó que fuesen demolidas la mayor parte de las murallas de la ciudadela, y el interior de la fortaleza. Solo unos pocos restos del muro del lado del Ródano, han sobrevivido.

## El Cuartel de Pepin y la revuelta de los Camisards
El cuartel, construido fuera de las murallas de la ciudad vieja, el barrio Latour, coincide con el levantamiento de camisards.
¿ Quiénes eran los camisards ? Los Camisards fueron Protestantes (Hugonotes) franceses de la región aislada y accidentada de Cevennes , muy cercana a Pont-Saint-Esprit, del centro sur de Francia, que levantaron una insurrección contra las persecuciones que le siguieron a la revocación del Edicto de Nantes en 1685. La revuelta de los Camisards se montó en 1702, el peor de los enfrentamientos se dio en 1704, y luego hubo batallas dispersas hasta 1710 y un tratado de paz en 1715. El nombre camisard en el idioma occitano es atribuido diversamente a un tipo de blusón de lino, conocido como camise o camisa, que ellos visten como uniforme; para camisade, que significa "ataque nocturno", una característica de sus tácticas; o camis, un corredor de caminos o mensajero. Eventualmente el nombre Camisard Negro se refiere a Protestantes, mientras que los Camisards Blancos (también conocidos como "Cadetes de la Cruz") fueron Católicos organizados para controlar a los negros. Ambos grupos fueron conocidos por cometer numerosas atrocidades.
Hasta entonces, gran parte de las tropas que pasavan se alojaban forzozamente en las viviendas de los vecinos y campesinos, lo cual generaba numerosos problemas y altercados. Con el cuartel, la ciudad podría recibir finalmente los ejércitos estacionados en Languedoc (como sucedió en el caso de la Bestia de Gévaudan) en un cuartel militar especialmente habilitado, y así se evitaba problemas de alojamiento, al mismo tiempo que se garantizaba la presencia de militares que permetian una importante fuente de ingreso para los comerciantes. El frontón de este conjunto de arquitectura militar del siglo XVIII, lleva la inscripción: "Cuarteles de las tropas del Rey - 1719". 
Mucho más tarde (probablemente a mediados del siglo XIX), se bautizó este cuartel con el nombre de un general francés de la primera Empire: General Pepin. Este último, nacido en Pont-Saint-Esprit, 23 de mayo de 1765, había pasado todos los niveles de la carrera militar marcada por la era napoleónica. Falleció el 16/5/1811 durante la batalla de Albuera (Badajoz - España), en el marco de la Guerra de Independencia. La ciudad honró a este general bautizando el cuartel militar con el nombre de este general. El Pepin fue un cuartel militar, a continuación, uno de la Gendarmería Nacional Francesa hasta 1978. Hoy es un centro público de la ciudad, que tiene una superficie cubierta de 2429 m² y una zona urbanizada de 9044 m²

## La ciudad en la actualidad

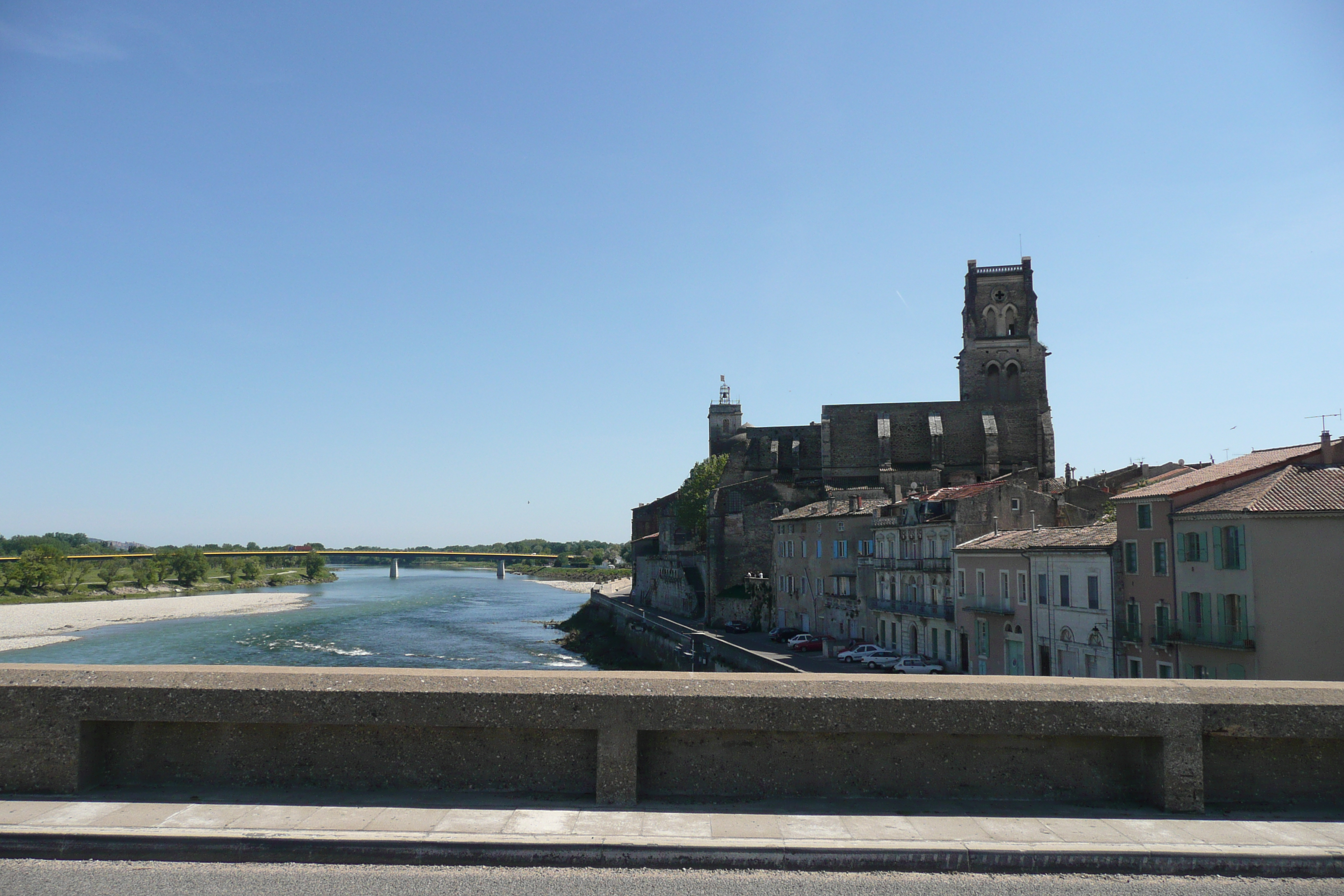
Pont-Saint-Esprit, la iglesia de Saint Saturnin vista desde el viejo puente de Pont-Saint-Esprit

Pont-Saint-Esprit es un lugar de relajación, recreación, deportes y actividades culturales. Los "gourmets" podrán disfrutar de la cocina provenzal y, por supuesto, de los célebres vinos de Côtes du Rhône.
La ciudad goza de una ubicación privilegiada, con el parque de negocios empresariales y las plantas de energía nuclear en su vecindario (Tricastin, Marcoule y Pierrelatte). Desde el punto de vista turístico, en un radio de 60 km tiene las gargantas del río Ardeche; el teatro romano de Orange; el Puente romano del Gard; la ciudad medieval de UZES; el palacio de los Papas de Aviñón; las Arenas (circo romano) de Nimes y de Arlés; la Camarga; Montélimar, la capital del turrón francés.
Su figura o "sky line" medieval se alza majestuosamente sobre las orillas del majestuoso río Ródano ha sido apasionadamente amado por muchos poetas y escritores. Cerca de Pont-Saint-Esprit se encuentran lugares tan singulares como la reserva natural de las Gorges de l'Ardèche, el Valle del Ceze, y el Pont du Gard (puente romano del Gard). Es ciertamente una ciudad para visitar.

## Personalidades nacidas en la ciudad
- Charles d'Albert, duque de Luynes, nacido en Pont-Saint-Esprit en 1578. Favorito de Luis XIII, influyó en el rey de deshacerse del primer ministro Concini en 1617. Nombrado condestable en 1621, se convirtió en el verdadero líder del reino. Murió en 1621 en Longueville.
- Restaurant Raymond (1627 - 1682), médico francés;
- Jean-Arnaud de Castellane (1733 - 1792), obispo de Mende y el último conde de Gévaudan.
- Joseph Pepín, general napoleónico, nacido 1763. Murió 16 de mayo de 1811 en la Batalla de Albuera (Badajoz - España).
- Fernand Crémieux (1857 - 1928), diputado y senador;
- Andrés Philip (1902 - 1970), político;
- Joseph Di Mambro (1924 - 1994), fundador de la Orden del Templo Solar;
- Jean-Michel Gaillard (1946 - 2005), director general de Antenne 2 (ahora France 2), 1989-1991
- Jean-Louis Trintignant actor de cine francés, que fue hijo del alcalde (1944-1947) Raoul Trintignant

## Personas vinculadas a la ciudad
- Jacqueline Kennedy se casó con John F. Kennedy, Presidente de los Estados Unidos, descendiente de Michel Bouvier, ebanista de Pont-Saint-Esprit.
- André Philip (1902-1970), político

## El misterio del "pan maldito" de Pont-Saint-Esprit
El misterio de Le Pain Maudit es un caso no resuelto que afectó a los habitantes de Pont-Saint-Esprit. En 1951, una parte de la población, de súbito y misteriosamente fue afectada con una crisis de locura masiva y alucinaciones. Al menos cinco personas murieron, cientos de personas resultaron afectadas y decenas internadas en asilos.
El hecho se registró el 16 de agosto de 1951, cuando los pobladores, de repente, se vieron atormentados por terribles alucinaciones de bestias terroríficas y fuego. Un hombre trató de ahogarse a sí mismo, gritando que su vientre estaba siendo devorado por las serpientes. Un niño de 11 años intentó estrangular a su abuela. Otro hombre gritó: “Soy un avión”, antes de saltar por una ventana del segundo piso, quebrándosele las piernas tras la caída. Otro vio a su corazón "escapar a través de sus pies" y le pidió a un médico que se lo pusiera de nuevo. Muchos fueron transportados a asilos de salud mental en camisa de fuerza. Finalmente, se determinó que el panadero más exitoso del pueblo había contaminado, involuntariamente, con el uso de un grano de centeno afectado por un moho alucinógeno. Otra teoría era el pan había sido envenenado con mercurio orgánico. Durante décadas se presumió que el pan local había sido envenenado involuntariamente por la acción de un moho alucinógeno.
La última teoría seria, según un escritor, es que la CIA de los Estados Unidos dispersó LSD en el pan, haciendo sufrir a los consumidores alucinaciones. Según él, se trataba de un experimento de los servicios de inteligencia. HP Albarelli Jr., un periodista de investigación, afirmó que tiene pruebas de que el brote ocurrió como resultado de un experimento secreto dirigido por la CIA. En el libro A terrible mistake de 2009, el periodista estadounidense Hank P. Albarelli Jr. afirma que la CIA probó el LSD como un arma de guerra química por las fumigaciones aéreas sobre la población espiritupontana.